# Philo (Illinois)
Philo es una villa ubicada en el condado de Champaign, Illinois, Estados Unidos. Según el censo de 2020, tiene una población de 1392 habitantes.

## Geografía
La localidad está ubicada en las coordenadas 40°0′12″N 88°9′23″O / 40.00333, -88.15639 (40.003333, -88.156388). Según la Oficina del Censo de los Estados Unidos, Philo tiene una superficie total de 2.15 km², correspondientes en su totalidad a tierra firme.

## Demografía
Según el censo de 2020, hay 1392 personas residiendo en Philo. La densidad de población es de 647.44 hab./km². El 94.85% son blancos, el 0.22% son afroamericanos, el 0.22% son amerindios, el 0.22% son asiáticos, el 0.29% son isleños del Pacífico, el 0.93% son de otras razas y el 3.23% son de dos o más razas. Del total de la población, el 0.72% son hispanos o latinos de cualquier raza.